# Дэвис, Чарльз Уильям
Чарльз Уильям Дэвис-младший (англ. Charles William Davis Jr; 18 июня 1947, Балтимор, штат Мэриленд) — американский серийный убийца, совершивший в период со 1974 года по 1977 года серию нападений на женщин, сопряжённых с изнасилованиями  на территории города Балтимор, в результате которой было убито как минимум 3 женщины. Из-за жажды внимания СМИ и стремления запутать следствие, после совершения убийств с помощью анонимных звонков Дэвис сообщал в полицию о совершённых деяниях и об обнаружении тел убитых, после чего будучи волонтёром совместно с сотрудниками правоохранительных органов посещал места собственных преступлений с целью наблюдений за ходом действий полиции и ходом расследования, получая при этом удовольствие.

## Биография
О ранних годах жизни Чарльза Дэвиса известно мало. Известно, что Дэвис родился 18 июня 1947 года в Балтиморе в семье Чарльза Уильяма Дэвиса - старшего, лейтенанта полиции Балтимора. Начиная с конца 1960-х Дэвис сменил несколько профессий. В разные годы он работал электриком, охранником, а также занимался волонтёрством. Некоторое время Чарльз Дэвис являлся помощником начальника штаба Балтиморского добровольческого спасательного отряда. В начале 1970-х Дэвис начал посещать курсы в одном из учебных медицинских учреждений Балтимора для получения специальности «медицинский лабораторный техник». Он был женат и имел сына, но в начале 1970-х развёлся с женой, после чего стал сожительствовать с матерью-одиночкой Бонни Келлнер, с которой познакомился в период занятия волонтёрской деятельностью. Благодаря волонтёрской деятельности, Чарльз Дэвис имел множество знакомств среди сотрудников правоохранительных органов Балтимора, благодаря чему Дэвис имел представление о ходе расследования различных преступлений, методах работы следователей, на основании чего провёл анализ методов похищения и изнасилования женщин, не будучи арестованным.

## Серия преступлений
В конце 1974 года Дэвис стал свидетелем дорожно-транспортного происшествия, в которое попала 23-летняя девушка. Он предложил девушке свою помощь, после чего затащил в лесистую местность, где совершил на неё нападение в ходе которого он изнасиловал её совершил попытку её удушения. После того как жертва потеряла сознание, Чарльз Дэвис бросил её тело и скрылся с места преступления на своём автомобиле, но девушка вскоре пришла в сознание и впоследствии сумела добраться до оживлённой местности города, после чего ей была оказана медицинская помощь и она дала показания сотрудникам полиции, в ходе которых на основании её показаний был составлен фоторобот Дэвиса. В сентябре 1975 года, Чарльз Дэвис познакомился с 16-летней Лидией Норман. В ходе свидания девушка  отказалась заниматься сексом с Дэвисом, что побудило его совершить на неё нападение. Чарльз избил девушку, подверг её сексуальному насилию после чего задушил.
В конце 1975 года в судебном порядке с участием органов опеки и попечительства Чарльз Дэвис был лишён родительских прав, после чего решил подвергнуть нападению женщину, социального работника, из-за которой по его мнению  он лишился родительских прав и не мог принимать участие в воспитании сына. В канун нового года, 31 декабря 1975 года Дэвис выманил предполагаемую жертву из одного из ночных клубов Балтимора, после чего затолкал её в свой автомобиль и уехал. Через некоторое время при ближайшем рассмотрении девушки, Дэвис осознал, что ошибся в выборе жертвы и похитил 24-летнюю Кэтлин Кук, которая не имела никакого отношения к органам опеки и попечительства. Во время поездки Кэтлин Кук потребовала  отпустить её и угрожала Чарльзу расправой, так как являлась невестой высокопоставленного сотрудника правоохранительных органов полиции Балтимора. В конечном итоге Дэвис отвёз девушку на парковку одного из торговых центров, где  в ходе нападения изнасиловал её. Несмотря на это, Кук продолжала угрожать Дэвису и попыталась унизить его, заявив что он страдает половым бессилием и не пользуется популярностью среди представительниц женского пола, после чего Дэвис в порыве гнева выстрели ей четыре раза в грудь из револьвера 38-го калибра. Несмотря на огнестрельные ранения и значительную кровопотерю, Кэтлин  Кук осталась в сознании. Она сумела добежать до автомобиля Дэвиса, где попыталась подать звуковой сигнал в машине для привлечения внимания и помощи, но её попытки были предотвращены Дэвисом, которому в ходе борьбы с жертвой удалось нанести ей несколько ударов ножом, от последствий которых Кук умерла.
24 августа 1976 года Чарльз Дэвис находился на межштатной автомагистрали I-95. когда к нему обратилась  23-летняя Пегги Пумпян за помощью указать ей нужный путь маршрута. После разговора с девушкой, Дэвис последовал за её автомобилем. Он вынудил Пегги Пумпян остановиться и свернуть с автомагистрали, после чего заявил что покажет девушке другой маршрут. Дэвис сумел забраться в автомобиль Пумпян, где некоторое время наносил карандашом на карте пометки, после чего  вытащил из-за пояса револьвер  38-го калибра и потребовал у неё денег. После ограбления, Чарльз Дэвис угорожая девушке оружием изнасиловал её. В попытке сбежать от него, Пумпян совершила несколько ударов по лицу и телу Дэвиса, после чего между ними завязалась борьба, в ходе которой Дэвис пять раз выстрелил ей в грудь, вследствие чего Пегги Пумпян умерла. Дэвис стёр свои отпечатки пальцев в салоне автомобиля жертвы, оставил труп в машине. после чего покинул Балтимор и отправился в Нью-Йорк с целью создать себе алиби.  Тело Пумпян было обнаружено спустя лишь 8 часов после её убийства.  Из её тела  были извлечены пули, которые были отправлены на судебно-баллистическую экспертизу. По следам на выстреленных пулях, оставленных следами нарезов ствола револьвера, эксперты-криминалисты установили что Пегги Пумпян была убита из того же револьвера, который был использован в совершении убийства Кэтлин Кук.
3 сентября того же года Дэвис изнасиловал 21-летнюю женщину, с которой он познакомился неподалёку от межштатной автомагистрали I-95. После сексуального надругательства, Дэвис оставил жертву в живых и покинул место преступления. 23 февраля 1977 года Чарльз Дэвис заманил в свой автомобиль под предлогом помощи 24-летнюю беременную женщину по имени Кэрол Уиллингем. Он отвёз её в лесистую местность, где совершил на неё нападение, в ходе которого ограбил и изнасиловал её, после чего отпустил, не причинив больше никакого вреда её здоровью.

## Арест
20 июля 1977 года внимание двух сотрудников территориальной полиции штата Мэриленд Дэвида Хорана и Гэри Хартмана привлёк автомобиль Чарльза Дэвиса марки «Volkswagen» с автомобильными номерами, которые его автомобилю не принадлежали и были украденными. Дэвис был остановлен  за нарушение правил дорожного движения. В ходе допроса он вынужденно признал факт кражи автомобильных номеров, но отказался объяснить мотив своих поступков. После того, как Чарльз дал разрешение осмотреть салон своего автомобиля, Гэри Хартман обнаружил под одним из сидений машины неустановленное «CB-радио». Записав серийный номер радиоприёмника, сотрудники территориальной полиции через несколько минут с помощью своих коллег по радиосвязи установили, что  радиостанция «CB» была украдена, вследствие чего Дэвис был арестован за совершение кражи и этапирован в окружную тюрьму. Дэвис настаивал на своей невиновности и предоставил полиции чек на покупку радиостанции в одном из магазинов Балтимора, после чего обвинение в совершении кражи против него было снято и он оказался на свободе. В течение последующих дней, в ходе расследования было установлено, что радиостанция была  куплена Дэвисом с помощью украденной кредитной карты, принадлежащей мужу  Кэрол Уиллингем, которая стала жертвой изнасилования и ограбления 23 февраля 1977 года. Кэрол Уиллингем была найдена и доставлена в полицейский участок, где на предъявленной ей фотографии идентифицировала Чарльза как преступника, который совершил на неё нападение, на основании чего 30 августа 1977 года полиция Балтимора получил ордер на его арест. На тот момент Дэвис находился в городе  Рино, (штат Невада), где работал в службе скорой помощи.
31 августа 1977 года его местонахождение было установлено, после чего  примерно в 1:20 утра 1 сентября 1977 года полиция Рино  арестовала Чарльза Дэвиса. После его ареста было принято решение об его экстрадиции на территорию штата Мэриленд. 3 сентября того же года, под конвоем Дэвис покинул территорию штата Невада. 4 сентября Дэвис прибыл на территорию штата Мэриленд. Его планировали поместить в окружную тюрьму города Джессап перед тем как доставить  в Балтимор, где должны были начаться предварительные судебные слушания. Во время поездки Дэвис заявил сотрудникам полиции о том, что хочет дать признательные показания в совершении убийства Пегги Пумпиан. Он был уве́домлен о своих правах, после чего был доставлен в местный полицейский участок, где вечером того же дня признался в совершении убийств Пумпиан и Кэтлин Кук. Показания Дэвиса длились более 4 часов и были записаны на аудиоплёнку. 5 сентября Чарльзу Дэвису были официально предъявлены обвинения.

## Суд
После ареста Дэвиса, ряд высопоставленных чиновников правоохранительных органов  штата Мэриленда встретились, чтобы спланировать свою стратегию судебного преследования Чарльза Дэвиса. Несмотря на то, что все убийства были совершены в Балтиморе, в конечном итоге было принято решение об изменении места проведения судебного процесса и провести несколько отдельных судебных процессов на территории разных округов штата так как преступления Дэвиса и его арест вызвали массовую огласку в СМИ и в обществе, вследствие чего прокуратура Балтимора посчитала  Дэвис может получить несправедливый суд. после чего Дэвис был этапирован на территорию округа Аллегейни, где предстал перед судом по обвинению в совершении убийства Кэтлин Кук. В ходе судебного процесса основной доказательной базой обвинения послужила стенограмма признательных показаний Чарльза Дэвиса. В начале 1978 года вердиктом жюри присяжных заседателей он был признан виновным в совершении убийства, после чего 12 апреля 1978 года суд назначил ему в качестве уголовного наказания пожизненное лишение свободы с правом условно-досрочного освобождения. После осуждения Дэвис предстал перед судом по обвинению в совершении убийства Пегги Пумпиан. Так как он уже был приговорён к пожизненному лишению свободы, его адвокаты подали ходатайство о проведении суда без участия присяжных заседателей, которое было удовлетворено. Тем не менее,  на основании изложенных фактов обвинения, включая стенограмму и аудиозапись признательных показаний Дэвиса, в апреле 1979 года Чарльз был признан виновным в совершении убийства Пегги Пумпиан и был приговорён ко второму пожизненному сроку.  Адвокат Дэвиса Арнольд М. Цервиц пытался построить тактику защиты своего подсудимого на том обстоятельстве, что Дэвис во время дачи показаний испытывал давление следствия и был вынужден себя оговорить, однако суд счёл доводы защитников Дэвиса о его невиновности неубедительными..
В начале 1979 года Чарльз Дэвис был этапирован на территорию округа Анн-Арандел, где предстал перед судом по обвинению в совершении убийства Лидии Норман. В начале января 1980 года он был признан виновным по всем пунктам обвинения. После суд назначил Дэвису уголовное наказание в виде пожизненного лишения свободы с правом условно-досрочного освобождения по отбытии 48 лет заключения. Во время вынесения приговора Чарльз Дэвис никак не отреагировал на происходящее в зале суда и сохранял полное хладнокровие.

## В заключении
После осуждения, все последующие годы жизни Чарльз Дэвис провёл в разных пенитенциарных учреждениях штата Мэриленд. В начале 1980-х, Дэвиса посетил в тюрьме специальный агент ФБР, один из ведущих криминальных профилировщиков Джон Дуглас, который в течение нескольких визитов опрашивал его с целью понимания образа мыслей преступника и впоследствии на основе интервью с Дэвисом и других серийных убийц создал практические руководства для раскрытия текущих уголовных дел.
По состоянию на июнь 2022 года, 74-летний Чарльз Уильямс Дэвис-младший был жив и продложал отбывать свое наказание в тюрьме «Jessup Correctional Institution».